# سحنة (طب)
السَحْنَة طبيًا، هي تعبيرٌ وجهيٌ مُميزٌ أو مظهرٌ مرتبطٍ بحالةٍ طبيةٍ مُعينة. كما تُسمى مظهر الوجه أو سِيماء الوجه.

## الأنواع
يُوجد العديد من السَحنات، وتتضمن:
- سحنة بقراطية، وتكون فيها العيون غائرةً، وجانب الرأس (الصدغ) منخمصًا، والأنف ضيقًا مع قشورٍ على الشفاه، ويكون مُقدم الرأس رطبًا.
- سحنة بدرية في متلازمة كوشينغ
- سحنة فاتنة في متلازمة ويليام
- سحنة بوتر في قلة السائل السلوي
- سحنة شبيهة بالقناع في الباركنسونية
- سحنة أسدية في الجذام الورمي أو خلل التنسج القحفي الكردوسي [الإنجليزية][2]
- سحنة المترالي [الإنجليزية] (أو سحنة الصمام التاجي) في تضيق الصمام التاجي
- سحنة أميودارون (تلونٌ أزرقٌ غامقٌ حول الأنف والمنطقة الوجنية)
- سحنة ضخامة النهايات (أو سحنة عرطلية) في ضخامة الأطراف
- سحنة مسطحة في متلازمة داون
- سحنة مرفانية الشكل في متلازمة مارفان
- سحنة متشابكة في الوهن العضلي الوبيل
- سحنة التأتر العضلي في حثل التأتر العضلي
- سحنة فاترة في الوذمة المُخاطية
- سحنة الفأر في مرض الكلى المزمن
- سحنة امتلائية في متلازمة كوشينغ وكثرة الحمر الحقيقية
- سحنة الطير في متلازمة بيير روبين
- سحنة آشون غراي في نوبة قلبية
- سحنة غرقلية في متلازمة هيرلر
- سحنة القرد في السغل
- سحنة فأسية في توتر العضل الضموري [الإنجليزية]
- سحنة شبيهة بالغوريلا في ضخامة الأطراف
- سحنة بقرية (أو سحنة البقرة) في متلازمة كروزن
- سحنة مارشال هول في استسقاء الرأس
- سحنة الضفدع في مرض داخل الأنف
- سحنة خشنة [الإنجليزية] في العديد من الأخطاء الأيضية الوراثية
- سحنة غدانية [الإنجليزية] (أو سحنة الزوائد الأنفية) وهي سماتٌ وجهية تطورية تحدث بسبب فرط تضخم الغدانيات، وانسداد المجرى الأنفي والتنفس الفموي، ضمن شكلٍ من أشكال متلازمة الوجه الطويل.
- سحنة شبيهة بالأسد عند تأثر العظام القحفية الوجهية في مرض باغيت العظمي
- سحنة السنجاب الأمريكي في ثلاسيميا بيتا

## اضطرابات أخرى مرتبطة بسحناتٍ متلازمية
- متلازمة بيت-هوبكنز
- متلازمة موات ويلسون

## التسمية
تأتي التسمية الإنجليزية (Facies) من المُقابل اللاتيني لكلمة (face) والتي تعني وجه. يُمكن استعمال كلمة (Facies) مفردًا وجمعًا.

## روابط خارجية
- السحنة في الطبي السريري